# Wladimiro de Tommaso
Wladimiro „Tony” de Tommaso (ur. 1 lutego 1951 w Brindisi) – włoski kierowca wyścigowy.

## Kariera
Wladimiro de Tommaso rozpoczął karierę w międzynarodowych wyścigach samochodowych w 1981 roku od startów we  Włoskiej Formule 3, gdzie jednak nie zdobywał punktów. W późniejszych latach pojawiał się także w stawce Europejskiej Formuły 3, Włoskiej Formuły 2000, Formuły 3000 oraz IndyCar World Series.
W Formule 3000 Włoch został zgłoszony do trzech wyścigów sezonu 1988 z włoską ekipą Pavesi Racing. Nigdy nie zakwalifikował się do wyścigu.